# North American Racing Team
North American Racing Team (NART) – były amerykański zespół wyścigowy założony w 1958 roku przez Luigi Chinetti w celu promowania marki Ferrari w Stanach Zjednoczonych poprzez wyścigi samochodów Grand tourer. 
Zespół zadebiutował w marcu 1958 roku w 12-godzinnym wyścigu Sebring. Zespół pojawiał się także wielokrotnie w stawce 24-godzinnego wyścigu Daytona oraz 24-godzinnego wyścigu Le Mans.
W 1964 roku NART zastąpił zespół Ferrari w dwóch ostatnich wyścigach sezonu. Zrobiono to na znak protestu względem włoskich władz państwowych z powodu nieporozumienia w sprawie homologacji nowego silnika wyścigowego. Tak więc w barwach NART John Surtees świętował tytuł mistrza świata.

## Sukcesy zespołu
- 24h Le Mans

1965 (P 5.0) - Ferrari 250LM (Masten Gregory, Ed Hugus, Jochen Rindt)
- 3h Daytona

1963 - Ferrari 250 GTO (Pedro Rodríguez)
- Daytona 2000km

1963 - Ferrari 250 GTO (Pedro Rodríguez, Phil Hill)